# Островок (Камень-Каширский район)
Островок (укр. Острівок) — село в Камень-Каширской городской общине Камень-Каширского района Волынской области Украины.
Население по переписи 2001 года составляет 373 человека. Почтовый индекс — 44510. Телефонный код — 3357. Занимает площадь 1,848 км².